# ريين هيلمي (استونيا)
رين هيلمي (21 فبراير 1954 - 31 ديسمبر 2003) سياسي إستوني. كان عضوا في I ريجيكوغو السابع. 